# Манастир (дем Мъглен)
Вижте пояснителната страница за други значения на Манастир.
Манастир (на гръцки: Μοναστηράκι, Монастираки, катаревуса Μοναστηράκιον, Монастиракион, до 1926 година Μοναστηρτζίκ, Монастирдзик) е село в Егейска Македония, Гърция, в дем Мъглен (Алмопия) в административна област Централна Македония.

## География
Саракиново е разположено на 240 m надморска височина в източните склонове на планината Нидже (Ворас) в котловината Мъглен (Моглена), на 25 km северно от град Воден (Едеса).

## История

### В Османската империя
В „Етнография на вилаетите Адрианопол, Монастир и Салоника“, издадена в Константинопол в 1878 година и отразяваща статистиката на населението от 1873 година, Монастирче (Monastyrtche) е посочено като село във Воденска каза с 38 къщи и 125 жители помаци.
Според Стефан Веркович към края на XIX век Манастир е българо-мохамеданско селище с мъжко население 227 души и 66 домакинства. Съгласно статистиката на Васил Кънчов („Македония. Етнография и статистика“) към 1900 година в Манастир живеят 350 българи мохамедани.
Екзархийската статистика за Воденската каза от 1912 година показва селото с 422 жители.

### В Гърция
През Балканската война в 1912 година селото е окупирано от гръцки части и остава в Гърция след Междусъюзническата война в 1913 година. Боривое Милоевич пише в 1921 година („Южна Македония“), че Манастир има 70 къщи славяни мохамедани.
В 1924 година според Лозанския договор мюсюлманското население на селото се изселва и на негово място са настанени гърци бежанци от Мала Азия. В 1926 година е преименувано на Монастираки. Според преброяването от 1928 година селото е чисто бежанско с 62 бежански семейства и 241 души.
Селото пострадва силно по време на Гражданската война в Гърция (1946 - 1949), когато властите изселват жителите му в Бизово. След нормализирането на обстановката, само малка част от жителите му се връщат в селото.
Землището на селото се напоява добре и е много плодородно. Произвежда се боб, тютюн, жито, обошки.
| Година    | 1913 | 1920 | 1928 | 1940 | 1951 | 1961 | 1971 | 1981 | 1991 | 2001 | 2011 | 2021 |
| --------- | ---- | ---- | ---- | ---- | ---- | ---- | ---- | ---- | ---- | ---- | ---- | ---- |
| Население | 427  | 348  | 310  | 373  | 132  | 191  | 154  | 161  | 155  | 169  | 164  | 141  |

## Личности
Родени в Манастир
- Хрисостом Какулидис (1931 – 2002), гръцки духовник